# جامع الأبرار (الأنبار)
جامع الأبرار من مساجد العراق الحديثة، ويقع  قرب الحي الصناعي في سجاريه، في قضاء الرمادي في محافظة الأنبار، وبني في عام 1420 هـ/2000م، على نفقة المتبرع (حسين عكلة صالح)، وتبلغ مساحتهُ 1200م2، ويحتوي الحرم على مصلى واسع تبلغ مساحتهُ 1000م2 ويتسع لأكثر من 1000 مصل، وتعلو الحرم مئذنة موضوعة على برج من الحديد، وتقام في المسجد صلاة الجمعة وصلاة العيدين والصلوات الخمس.
وتوجد في الجامع مقابل الحرم طارمة مسقفة ومن حولها حديقة واسعة.